# گمینا کوتنو
گمینا کوتنو (به لهستانی:  Gmina Kutno) یک گمینا در لهستان است که در شهرستان کوتنو واقع شده‌است. گمینا کوتنو ۱۲۲٫۳۳ کیلومتر مربع مساحت و ۸٬۳۵۷ نفر جمعیت دارد.